# أيميه جيرارد
أيميه جيرارد (بالفرنسية: Aimé Girard) هو كيميائي فرنسي، ولد في 22 ديسمبر 1830 في باريس في فرنسا، وتوفي بنفس المكان في 12 أبريل 1898.